# Варданян, Ваган
Ваган Варданян — армянский самбист, чемпион мира 2003 года среди юношей, серебряный призёр первенства мира среди юниоров 2005 года, бронзовый призёр чемпионатов Европы по самбо 2010 и 2012 годов, бронзовый призёр чемпионата мира по самбо 2008 года, призёр международных турниров. Выступал в полулёгкой весовой категории (до 57 кг). Участвовал в чемпионатах мира 2007, 2010 и 2012 годов, где каждый раз занимал пятые места. Проживает в городе Гюмри.